# Ribàlovo (raion de Krivoixeino)
Ribàlovo (en rus: Рыбалово) és un poble de l'óblast de Tomsk, a Rússia, que el 2015 tenia 113 habitants.